# 3sat
3sat è un canale televisivo pubblico generalista di lingua tedesca e senza interruzioni pubblicitarie, appartenente alle aziende televisive tedesche ZDF e ARD, all'austriaca ORF e alla svizzera SRG SSR.

## Storia
3sat nacque nel 1984 grazie all'accordo di collaborazione di 3 grandi aziende televisive, Zweites Deutsches Fernsehen, Österreichischer Rundfunk e Schweizer Fernsehen, con l'intenzione di creare un canale culturale in lingua tedesca sulla linea del canale francofono TV5 Monde, che già operava da qualche mese. Le trasmissioni cominciarono il 1º dicembre di quell'anno.
Nel 1990 la Deutscher Fernsehfunk della Germania Est cominciò a collaborare con le altre 3 aziende sino alla caduta del Muro di Berlino. Con la riunificazione della Germania, la DFF cessò di esistere uscendo definitivamente dal gruppo il 31 dicembre 1991.
Il 1º dicembre 1993 in seguito alla fine delle trasmissioni del proprio canale culturale Eins Plus, la ARD decise di incorporarsi a 3sat.

## Palinsesto

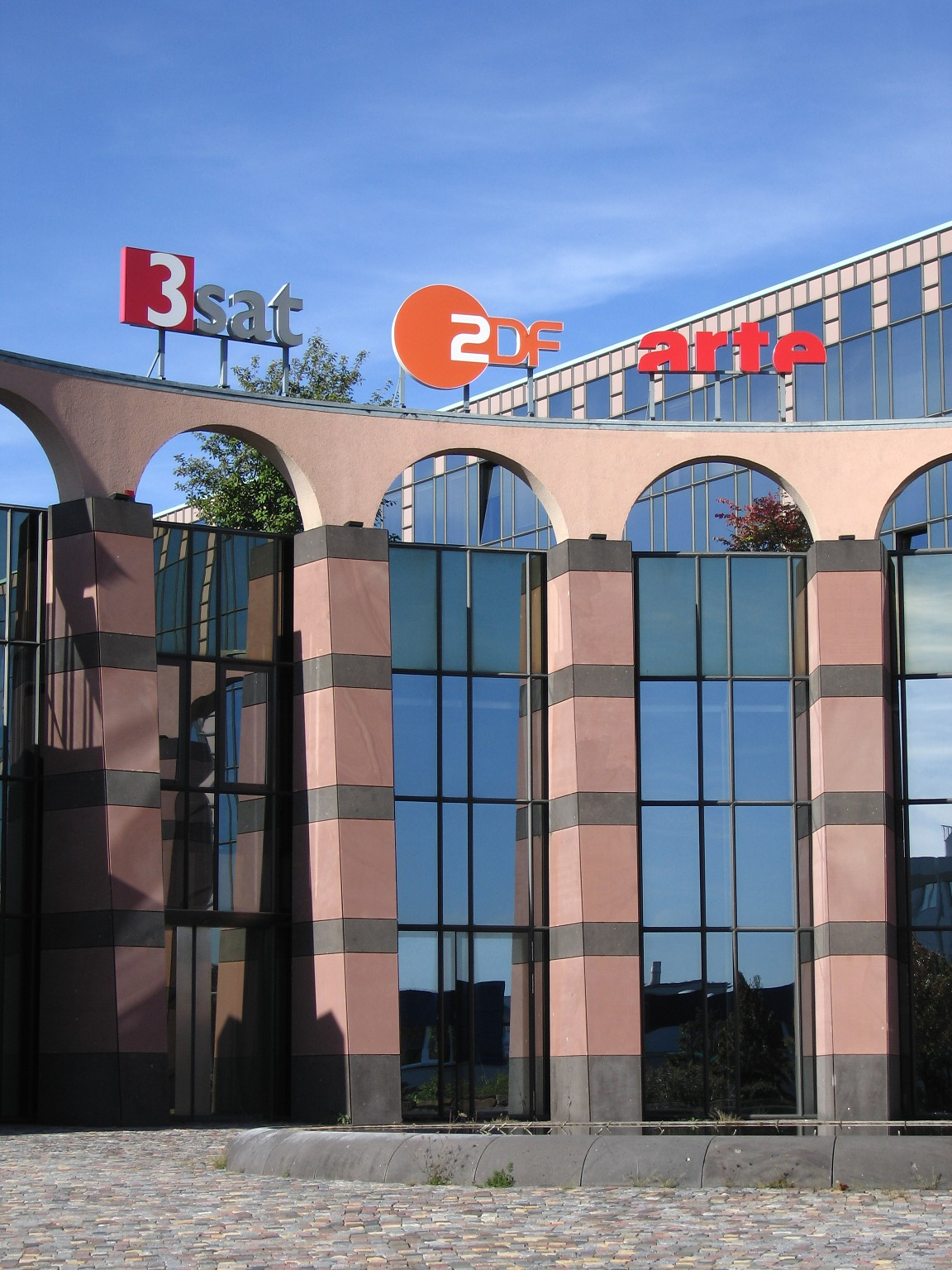
La sede di ZDF, 3sat e arte a Magonza

### Periodici
- 3satBörse (venerdì alle 21:30)
- Bilderstreit : dibattito sull'arte (mensile, sabato alle 22:45)
- Bühler Begegnungen con Peter Voß (mensile, lunedì alle 22:25)
- DENKmal – das Wissenquiz (ultimo sabato del mese alle 19:20)
- delta – Das Denk-Magazin mit Gert Scobel (mercoledì alle 21:00)
- FOYER : periodico di teatro (primo e terzo sabato del mese alle 19:20)
- hitec : documentari e reportage sulle scienze e le tecniche (domenica alle 16:00)
- Kulturzeit (19:20)
- nano – die Welt von morgen (18:30)
- neues : periodico di informatica e telecomunicazioni (domenica alle 16:30)
- Recht brisant – Gerichtsreporter berichten (un mercoledì al mese alle 20:15)
- schweizweit - Hintergrundgeschichten aus der Schweiz (alle 17:45)
- tips & trends… – domizil / mobil / mode / sportiv (sabato alle 17:30)

### Eventi culturali
- 3satfestival
- alles muss raus
- Pop around the Clock
- 3sat-Zuschauerpreis
- Prix Pantheon

## Ricezione in Italia
Con l'introduzione della televisione digitale, tramite la Radiotelevisione Azienda Speciale i programmi di 3sat sono ricevibili gratuitamente in Alto Adige e, dal giugno 2013, in Trentino.

## Loghi

1º dicembre 1984 - 1º dicembre 1993
1º dicembre 1993 - 1º giugno 2003
1º giugno 2003 - 5 febbraio 2019
In uso dal 5 febbraio 2019